# عصام بوعلي
عصام بوعلي (مواليد 22 ديسمبر 1976) هو ممثل مغربي، شارك في العديد من الأفلام والمسلسلات المغربية والاجنبية.

## مسيرته
ولد عصام بوعلي في 22 ديسمبر 1976 في بلدية فيلنوف-لا-غارين بفرنسا. ينحدر من عائلة مغربية الأصل. نشأ بين فرنسا والمغرب. تخرج من كلية الهندسة في عام 2003، وبدأ حياته المهنية كمهندس في القطاع الخاص، مما دفعه للسفر على نطاق واسع عبر أوروبا وآسيا وأفريقيا. بالإضافة إلى إلتزاماته المهنية، انخرط بانتظام في مجموعات التصوير أو المسرح للسماح لموهبته التمثيلية بالتحدث عن نفسها.
بعد أكثر من عشر سنوات من الجمع بين الهندسة والتمثيل، انتهى به الأمر إلى اتخاذ قرار جذري من خلال تكريس نفسه بالكامل للتمثيل، شغفه الحقيقي. منذ ذلك الحين ولأكثر من عشر سنوات حتى الآن، رسخ عصام نفسه في صناعة السينما المغربية من خلال أدوار معقدة جعلته معروفًا لدى الجمهور.
اليوم، يتابع عصام مسيرته التمثيلية بشغف ويضع خبرته الآن في خدمة الآخرين من خلال التدريب وإنتاج الأفلام في المغرب.

## أعماله
- 2008: ساعة في الجحيم
- 2010: أيام الوهم
- 2011: المغضوب عليهم
- 2015: الشعيبية
- 2016: دالاص
- 2016: حياتي
- 2018: مسعود سعيدة وسعدان
- 2019: جون ويك 3: بارابيلوم
- 2020: هاينة
- 2020: الأستاذ
- 2021: يوم الفداء
- 2021: باب البحر
- 2022: صافي سالينا
- 2023: كازا ستريت

## وصلات خارجية
- عصام بوعلي على موقع IMDb (الإنجليزية)
- عصام بوعلي على موقع قاعدة بيانات الأفلام العربية
- عصام بوعلي على موقع قاعدة بيانات الفيلم (الإنجليزية)

- لا توجد روابط لمواقع التواصل الاجتماعي.